# Nothoscordum bivalve
Nothoscordum bivalve är en amaryllisväxtart som först beskrevs av Carl von Linné, och fick sitt nu gällande namn av Nathaniel Lord Britton. Nothoscordum bivalve ingår i släktet vaniljlökar, och familjen amaryllisväxter.

## Underarter
Arten delas in i följande underarter:
- N. b. bivalve
- N. b. nanum

## Bildgalleri

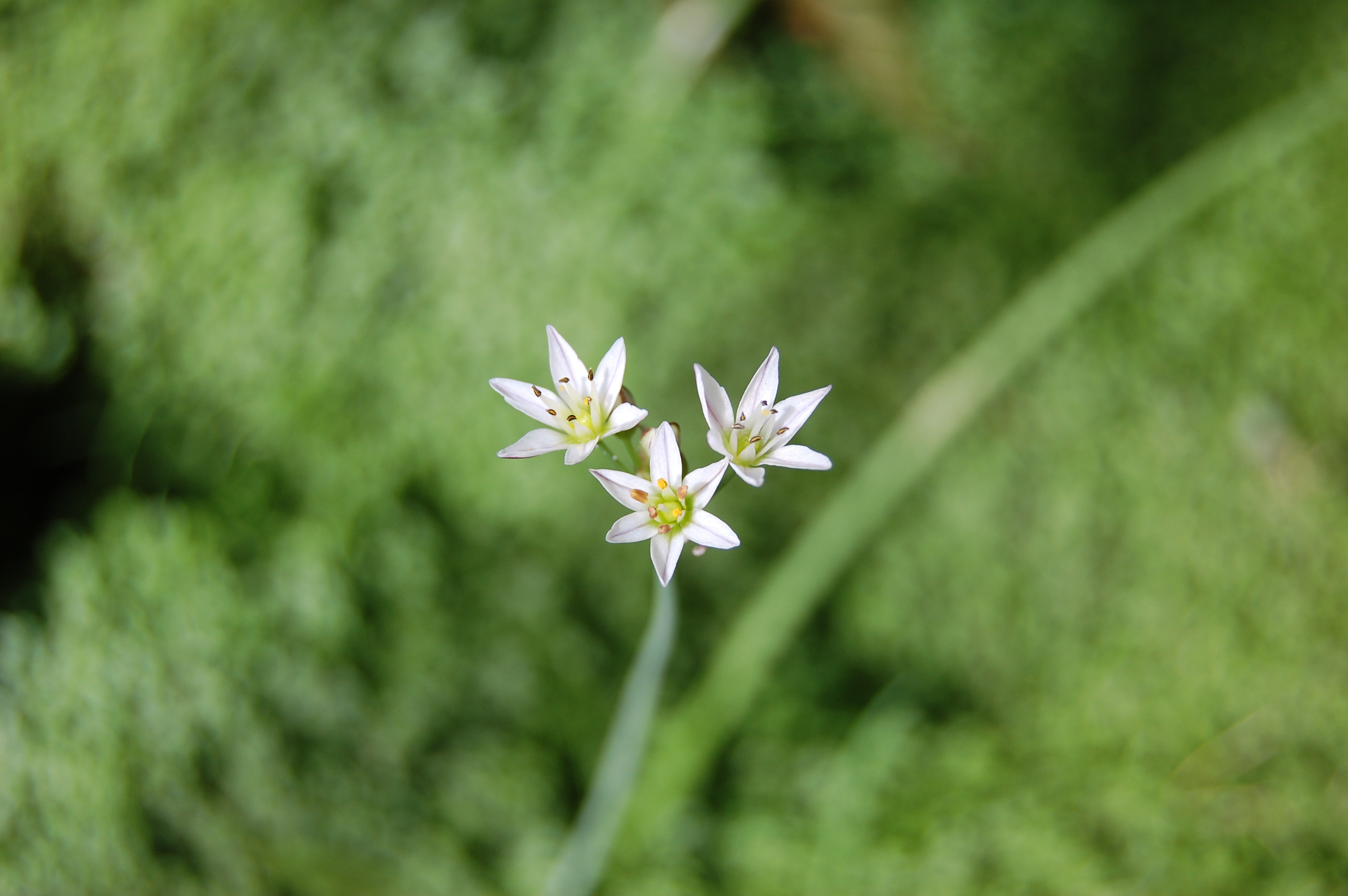
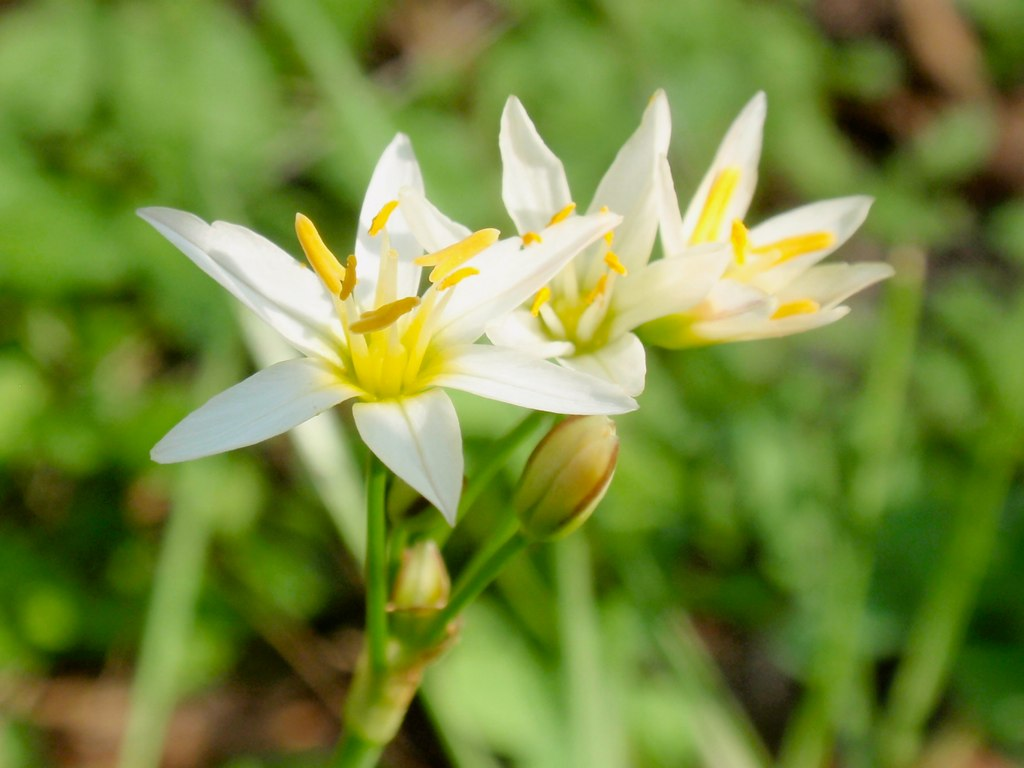
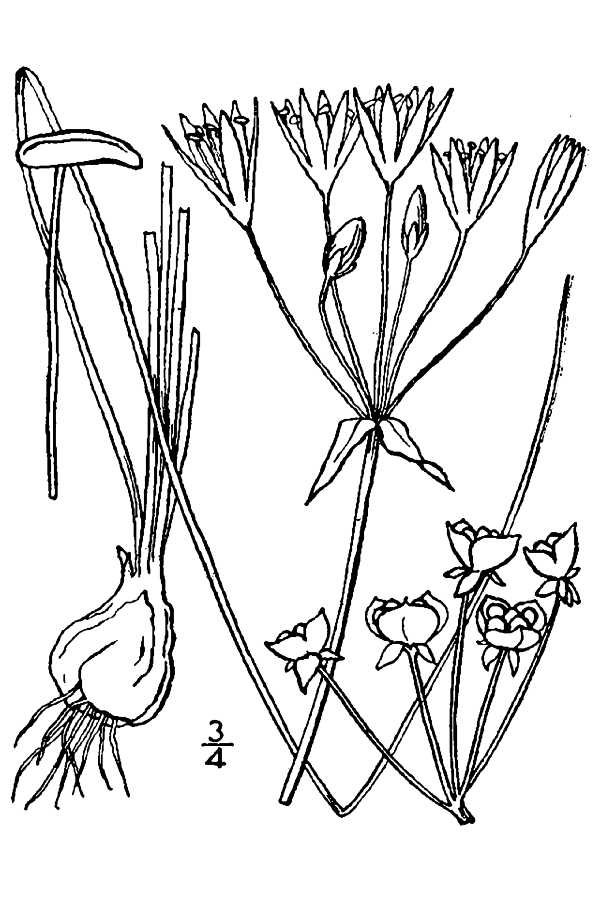
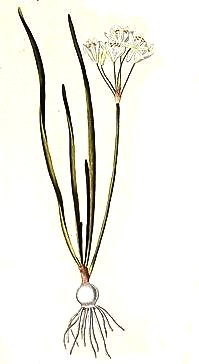